# 539
Cette page concerne l'année 539  du calendrier julien. Pour l'année 539 av. J.-C., voir 539 av. J.-C. Pour le nombre 539, voir 539 (nombre).
L'année 539 est une année commune qui commence un samedi.

## Événements
- Fin mars : Milan, la ville la plus peuplée d'Italie après Rome, est reprise par les Ostrogoths de Uraia après un siège de neuf mois et détruite[1]. Les hommes sont massacrés et les femmes vendues comme esclaves aux Burgondes du Valais et de Sapaudia[2]. À la suite de ses querelles avec Bélisaire, Narsès est rappelé à Constantinople[2].
- Printemps : l’Austrasien Thibert descend en Italie avec une grande armée (100 000 hommes). Il passe le Pô près de Pavie et attaque tour à tour les Goths et les Byzantins[3]. Vitigès étant assiégé dans Ravenne, il s’empare de la plus grande partie de la Vénétie et de la Ligurie. Il doit se retirer devant la maladie qui décime ses troupes, mais laisse un duc en Vénétie qu’il fera plus tard reconnaître par Totila. Peut-être songeait-il à attaquer Constantinople[4].
- Été : Solomon est nommé préfet du prétoire d’Afrique[5]. La province est pacifiée, les villes sont restaurées et un limes bien fortifié est organisé en face des Berbères[6]. Procope précise que la Mauritanie première, dont la capitale est Sitiphis, est annexée par Solomon en 539, tandis que l’autre Maurétanie reste aux mains de Mastigas et de ses Maures, sauf Caesarea, réoccupée par les Byzantins[7].
- Automne : Bélisaire prend Fiesole et Osimo qui capitulent après sept mois de siège, puis assiège Ravenne[8]. Thibert Ier offre son alliance à Vitigès contre un partage de l'Italie[2].

- Le roi franc Thibert Ier frappe des pièces de monnaie à son nom[4].
- Byzance s'empare de l'Istrie[9].

## Naissances en 539
- Maurice, empereur romain d'Orient.

## Décès en 539
- Grégoire, évêque de Langres.